# Cinnamomum appelianum
Cinnamomum appelianum là loài thực vật có hoa trong họ Nguyệt quế. Loài này được Schewe miêu tả khoa học đầu tiên năm 1924 publ. 1925.